# Waeng Noi (huyện)
Waeng Noi (tiếng Thái: แวงน้อย) là một huyện (amphoe) ở vùng tây nam của tỉnh Khon Kaen, đông bắc Thái Lan.

## Địa lý
Các huyện giáp ranh (từ phía bắc theo chiều kim đồng hồ) Waeng Yai và Phon của tỉnh Khon Kaen, Bua Lai, Bua Yai và Kaeng Sanam Nang của tỉnh Nakhon Ratchasima, và Khon Sawan của tỉnh Chaiyaphum.

## Lịch sử
Tiểu huyện (king amphoe) đã được thành lập vào ngày 1 tháng 6 năm 1971, khi 6 tambon đã được tách ra từ huyện Phon. Đơn vị hành chính này đã được nâng cấp thành huyện vào ngày 21 tháng 8 năm 1975.

## Hành chính
Huyện này được chia ra thành 6 phó huyện (tambon), các đơn vị này lại được chia thành 73 làng (muban). Waeng Noi là một thị trấn (thesaban tambon) nằm trên một phần của tambon Waeng Noi. Có 6 Tổ chức hành chính tambon.
| STT. | Tên           | Tên Thái | Số làng | Dân số |  |
| ---- | ------------- | -------- | ------- | ------ |  |
| 1.   | Waeng Noi     | แวงน้อย   | 13      | 9.826  |  |
| 2.   | Kan Lueang    | ก้านเหลือง | 14      | 9.343  |  |
| 3.   | Tha Nang Naeo | ท่านางแนว | 10      | 4.884  |  |
| 4.   | Lahan Na      | ละหานนา  | 15      | 7.589  |  |
| 5.   | Tha Wat       | ท่าวัด     | 10      | 5.712  |  |
| 6.   | Thang Khwang  | ทางขวาง  | 11      | 5.054  |  |